# Pardosa amkhasensis
Pardosa amkhasensis là một loài nhện trong họ Lycosidae.
Loài này thuộc chi Pardosa. Pardosa amkhasensis được Benoy Krishna Tikader & A. Malhotra miêu tả năm 1976.